# AEW Unified Championship
El AEW Unified Championship (Campeonato Unificado de AEW, en español), será un campeonato de lucha libre profesional, creado y utilizado por la compañía estadounidense All Elite Wrestling (AEW). El título se anunció durante Summer Blockbuster el 11 de junio de 2025, como la unificación del Campeonato Continental de AEW y el Campeonato Internacional de AEW. El campeón actual e inaugural es Kazuchika Okada, quien derrotó a Kenny Omega en un Unification Match el 12 de julio de 2025 en All In.

## Historia
En el episodio del 20 de marzo de 2024 del programa de televisión semanal de lucha libre profesional de All Elite Wrestling (AEW), Dynamite, Kazuchika Okada ganó el Campeonato Continental de AEW.  Al año siguiente, el 9 de marzo de 2025, en el evento de pago por evento (PPV) Revolution, Kenny Omega ganó el Campeonato Internacional de AEW. Durante este tiempo, AEW comenzó a provocar una lucha entre los dos para reavivar una larga rivalidad entre ellos de su tiempo en New Japan Pro-Wrestling (NJPW). Esto llegó a un punto crítico en Fyter Fest el 4 de junio de 2025, donde Okada se enfrentó a Omega para establecer un combate Winner Takes All entre ellos en el evento PPV All In de AEW el 12 de julio de 2025. Durante la firma del contrato la semana siguiente en Summer Blockbuster , Tony Schiavone anunció que la lucha sería una Unification Match para unificar los títulos continentales e internacionales como el Campeonato Unificado de AEW.
El 12 de julio de 2025, en All In, Okada derrotó a Omega para convertirse en el primer Campeón Unificado. Dado que Okada ganó como Campeón Continental, el Campeonato Unificado se disputa bajo las mismas Reglas Continentales en las que no se permite la presencia de nadie en el ringside durante los combates y la interferencia externa está estrictamente prohibida.
Según un informe de Fightful Select , AEW planea reservar el título como otro campeonato superior, a la par del Campeonato Mundial de AEW , y no como un título de nivel medio o medio-alto.  Durante la conferencia de prensa de All In, pocos días antes del evento del 8 de julio, el presidente de AEW, Tony Khan , aclaró que ni el Campeonato Continental ni el Internacional serían retirados y que sus linajes permanecerían intactos, junto con un nuevo linaje para el Campeonato Unificado, y que el campeón tendría la opción de portar los tres cinturones. Khan declaró que el Campeonato Unificado se estableció porque «quería crear algo especial en torno a esta lucha y evento». 

## Campeones

### Lista de campeones
| N.º | Campeón         | Lucha               | Lucha  | Lucha            | Estadísticas | Estadísticas | Notas y referencias |
| N.º | Campeón         | Fecha               | Evento | Ubicación        | Reinado      | Días         | Notas y referencias |
| --- | --------------- | ------------------- | ------ | ---------------- | ------------ | ------------ | --- |
| 1   | Kazuchika Okada | 12 de julio de 2025 | All In | Arlington, Texas | 1            | 16+          | Fue un Unification Match donde estuvieron en juego el Campeonato Continental de AEW de Okada y el AEW International Championship de Kenny Omega. |

### Total de días con el título
La siguiente lista muestra el total de días que un luchador ha poseído el campeonato, si se suman todos los reinados que posee. Actualizado a la fecha del 28 de julio de 2025.
| + | Indica al campeón actual |

| N.º | Luchador        | Reinados | Total de días |
| --- | --------------- | -------- | ------------- |
| 1   | Kazuchika Okada | 1        | 16+           |